# Don
Don je rijeka u europskom dijelu Rusije.

## Opis
Don je jedna od najvažnijih ruskih rijeka. Izvire u gradu Novomoskovsku, 60 km jugoistočno od grada Tule. Tok rijeke je 1870 kilometara. Don se ulijeva u Azovsko more koje čini sjeverni dio Crnog mora. Za vrijeme antike smatrana je granicom Europe i Azije. Još za vrijeme starih Grka bila je važna trgovačka rijeka.

## Brane i kanali
Kanal Volga – Don dug 105 km spaja Don s drugom velikom ruskom rijekom Volgom.

## Vanjske poveznice
|  | Zajednički poslužitelj ima još gradiva o temi Don |